# کوه تام (واشنگتن)
کوه تام (به انگلیسی: Mount Tom) یک کوه در ایالات متحده آمریکا است که در شهرستان جفرسون، واشینگتن واقع شده‌است. کوه تام ۲٬۱۵۶٫۷۹ متر بالاتر از سطح دریا واقع شده‌است.